# Phyllosticta lathyrina
Phyllosticta lathyrina är en svampart som beskrevs av Sacc. & G. Winter 1883. Phyllosticta lathyrina ingår i släktet Phyllosticta och familjen Botryosphaeriaceae.   Inga underarter finns listade i Catalogue of Life.